# Estación de Santa Apolónia

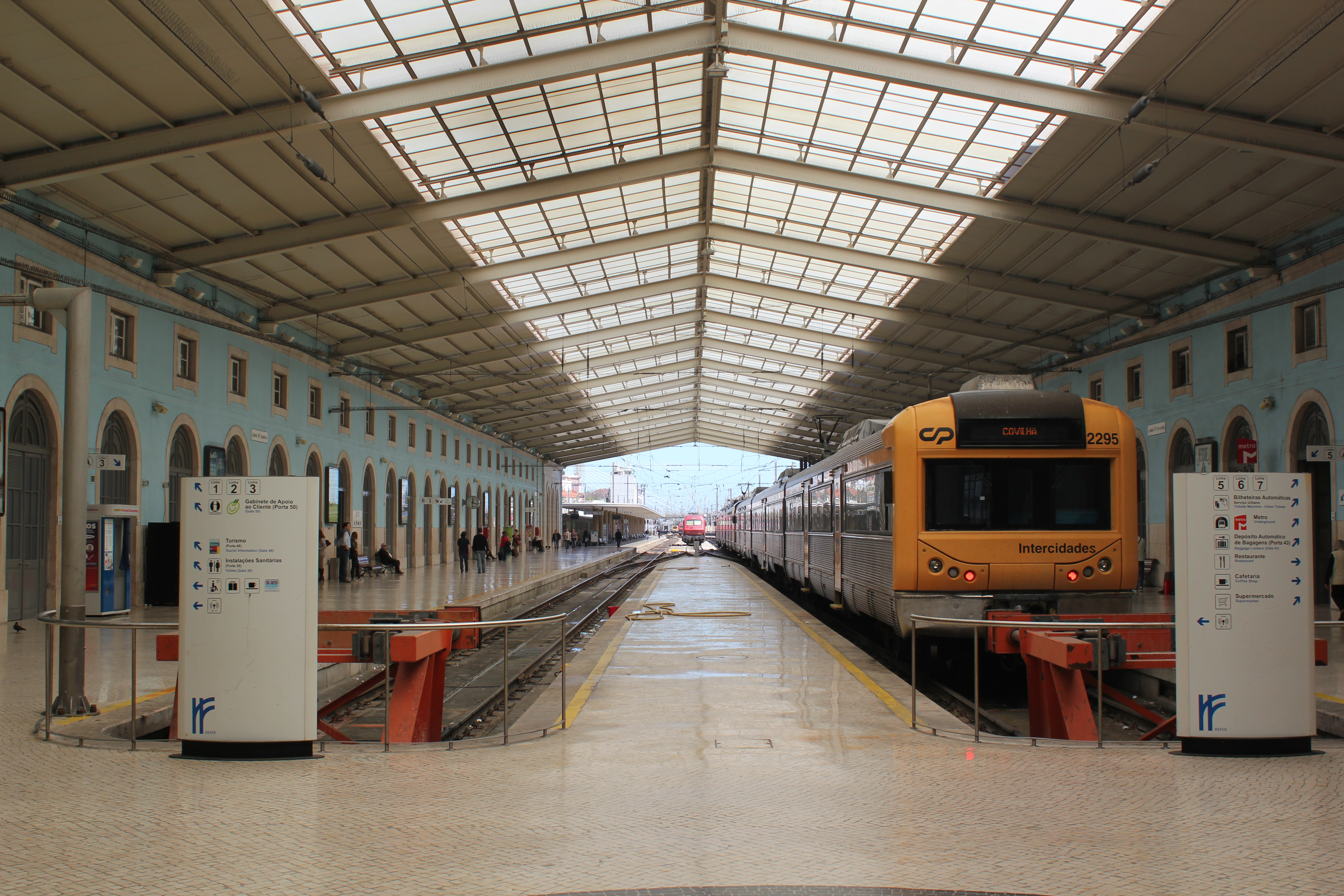
Interior de la Estación de Santa Apolónia

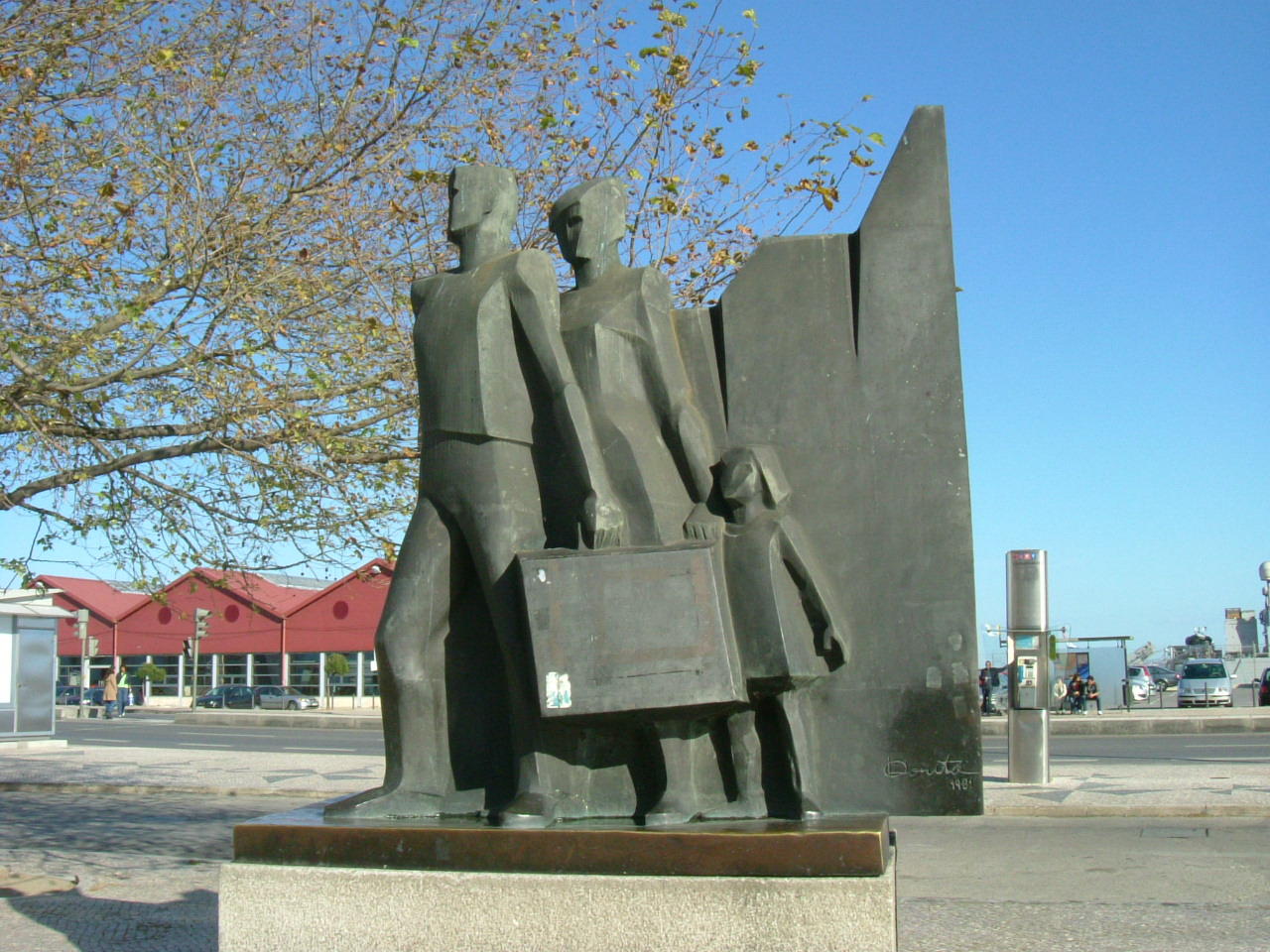
Monumento al emigrante portugués, delante de la estación

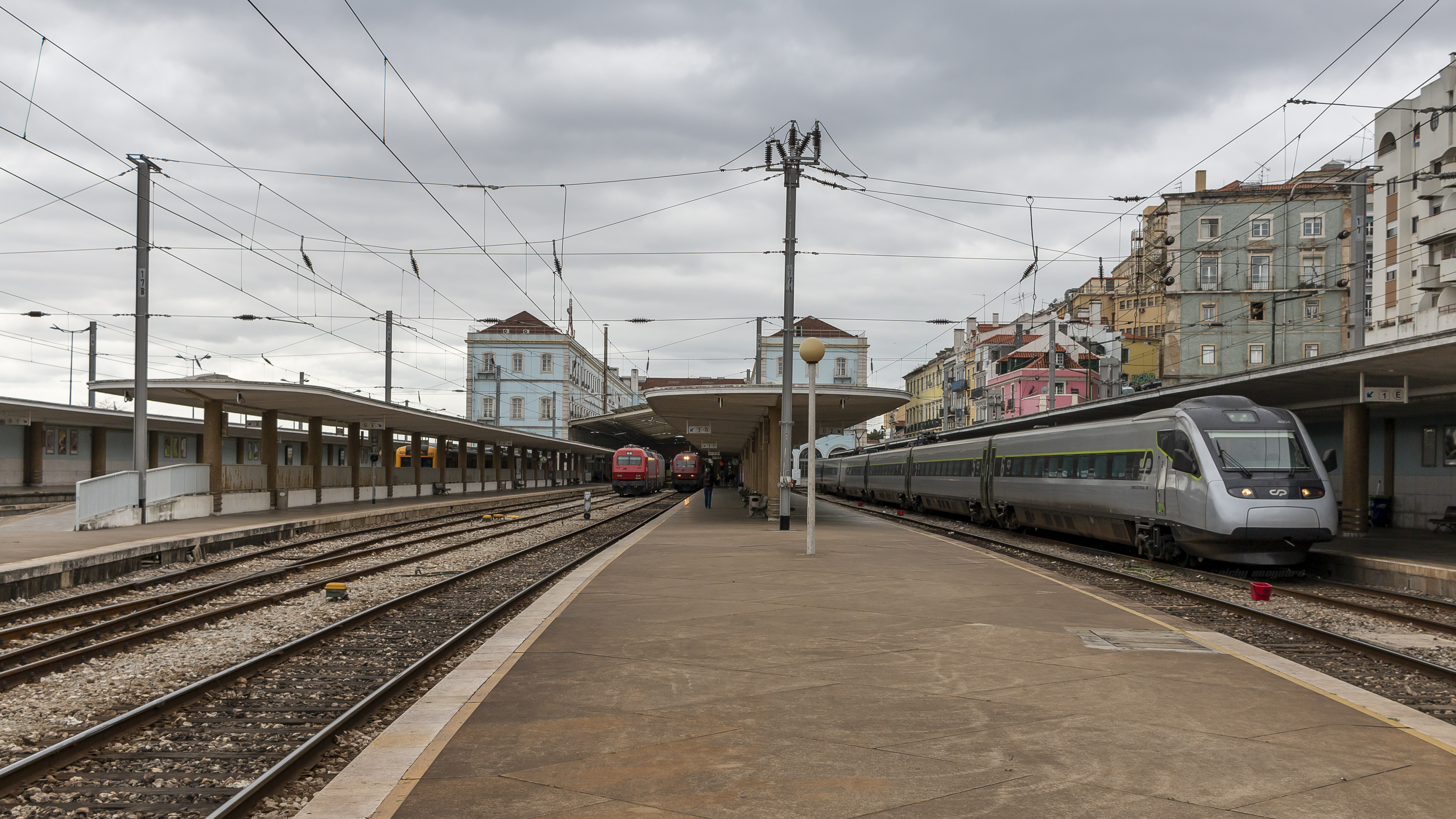
Andenes de la Estación de Santa Apolónia

La estación de ferrocarril de Santa Apolónia (en portugués, Estação de Santa Apolónia) es una estación terminal abierta en 1865. Se sitúa en el centro urbano de Lisboa (Portugal), a orillas del Tajo, en el barrio de Alfama, concretamente en la parroquia de São Estevão. los trenes nacionales de alta velocidad al norte de Portugal (Alfa Pendular, Intercidades), los trenes regionales a Entroncamento y Tomar así como los trenes de cercanías a Azambuja. Desempeña la función de una estación central de la capital portuguesa.
Permite conexión con la línea Azul del metro de Lisboa, en la estación Santa Apolónia.

## Historia
En general, los primeros trenes de Portugal (1856) iban del llamado Cais dos Soldados (Andén de los Soldados) hasta Carregado, situado a 36 kilómetros, cerca de la ciudad de Vila Franca de Xira. Este andén, todavía muy provisional, se encontraba cerca de la estación actual. Esto constituyó la base para la posterior ampliación del ferrocarril portugués: en 1861 llegaban los primeros trenes a Santarém, y en 1863 hasta España por Elvas. Para satisfacer las necesidades de prestigio de la creciente red ferroviaria en la capital portuguesa, el 1 de mayo de 1865 se inaugura la Estación de Santa Apolónia, que contaba por aquel entonces de un único piso. El nombre Santa Apolónia viene de un convento del mismo nombre que anteriormente se encontraba en el terreno de la estación actual.
Ya desde la inauguración de la Estación de Santa Apolónia, y de la de Cais do Sodré en 1895 (esta última situada dos kilómetros al oeste de aquella) hubo planes de comunicar la Linha do Norte de Santarém hacia aquí y la Linha de Cascais de los suburbios de Cascais y Estoril, y también de construir una estación central, posiblemente subterránea, bajo la céntrica Praça do Comércio. Debido a la imposibilidad de financiación de esta idea, hoy día ya no se persigue este plan.
Dado que este plan no se llevó a cabo, la Estación de Santa Apolónia se fue conformando cada vez más como estación principal de Lisboa, a pesar de estar ubicada relativamente lejos del centro de Lisboa, de la Praça do Comércio y la Praça da Figueira. Antes de la apertura de la estación y del traslado de todos los trenes internacionales a Santa Apolónia, esta función la cumplía la Estación de Rossio.
Desde 1877, con la conclusión del Ponte Maria Pia sobre el Duero, en Oporto, es posible el enlace directo por tren entre las dos mayores ciudades de Portugal. A causa de la creciente importancia del ferrocarril en general y de la Estación de Santa Apolónia, se decidió remodelar el edificio de la recepción y de la estación.
El 10 de junio de 1981, Día de Portugal, la administración municipal erigió un monumento a los numerosos emigrantes portugueses con el título "Ao emigrante português" ("Al emigrante portugués"), a iniciativa de la hoja de noticias portuguesa Tempo. La Estación de Santa Apolónia siempre ha desempeñado un papel crucial en esto, pues representaba y hasta hoy representa por sus conexiones internacionales casi la "puerta al mundo". Así, para muchos emigrantes su viaje a su "nueva vida" empezaba en esta estación. Por ejemplo, solo en Francia viven aproximadamente dos millones de portugueses; en Alemania son aproximadamente 150.000.
En relación con la prolongación del metro en 2007, la empresa gestora de la red ferroviaria portuguesa, la REFER, autorizó la completa remodelación de la estación. En general, se hizo más sitio y se mejoró la iluminación. Del mismo modo, quedaba pendiente la renovación de la pintura azul celeste, las puertas, las ventanas y el suelo. Dado que la estación es también un destino en particular para los turistas de Interrail, la REFER pone especial atención en el multilingüismo con una taquilla especial para extranjeros.
En el marco de la construcción de nuevas rutas de alta velocidad entre Oporto y Lisboa así como entre Lisboa y Madrid (la cual deberá ir sobre un tercer puente sobre el Tajo), la estación perderá importancia. Puesto que la función de estación central pasará a la ampliada estación de Lisboa Oriente, la administración municipal de Lisboa planea cerrar la estación y ceder el recinto a favor del endeudado gestor de los ferrocarriles nacionales REFER; el edificio de la estación debería utilizarse para albergar una terminal de cruceros. La economía local y la compañía de ferrocarriles CP se oponen al plan.

## Servicios
| Origen                | Comboios de Portugal | Comboios de Portugal | Destino        |
| --------------------- | -------------------- | -------------------- | -------------- |
| Lisboa-Santa Apolónia |                      | Alfa Pendular        | Porto-Campanhã |
| Lisboa-Santa Apolónia | Braga                | Alfa Pendular        |                |
| Lisboa-Santa Apolónia |                      | Intercidades         | Porto-Campanhã |
| Lisboa-Santa Apolónia | Braga                | Intercidades         |                |
| Lisboa-Santa Apolónia | Guimarães            | Intercidades         |                |
| Lisboa-Santa Apolónia | Viana do Castelo     | Intercidades         |                |
| Lisboa-Santa Apolónia | Guarda               | Intercidades         |                |
| Lisboa-Santa Apolónia | Covilhã              | Intercidades         |                |
| Lisboa-Santa Apolónia |                      | Interregional        | Porto-Campanhã |
| Lisboa-Santa Apolónia | Tomar                | Interregional        |                |
| Lisboa-Santa Apolónia |                      | Regional             | Entroncamento  |
| Lisboa-Santa Apolónia | Tomar                | Regional             |                |
| Lisboa-Santa Apolónia | Castelo Branco       | Regional             |                |
| Lisboa-Santa Apolónia | Porto-Campanhã       | Regional             |                |
| Lisboa-Santa Apolónia | Entroncamento        | Regional             |                |
| Origen                | CP Urbanos de Lisboa | CP Urbanos de Lisboa | Destino        |
| Lisboa-Santa Apolónia |                      | Línea de Azambuja    | Azambuja       |